# Mount Lacroix
Mount Lacroix är ett berg i Antarktis. Det ligger i Västantarktis. Argentina, Chile och Storbritannien gör anspråk på området. Toppen på Mount Lacroix är 640 meter över havet.
Terrängen runt Mount Lacroix är kuperad åt sydost, men åt nordväst är den platt. Havet är nära Mount Lacroix åt nordväst. Trakten är obefolkad. Det finns inga samhällen i närheten.